# Fumiko Enchi
Fumiko Enchi född 2 oktober 1905 i Tokyo, död 14 november 1986, var en japansk författare.
Enchi studerade modern teater och hennes tidigaste verk skrevs för teatern. Men mest känd är hon för sina psykologisk-erotiska romaner och noveller.